# 高木千佳
高木 千佳（たかぎ ちか、1992年1月4日 - ）は、日本の女優（元子役）。岐阜県出身。

## 来歴
- 小学校時代より地元・東海地方で芸能活動を開始し、2007年までに地元で製作された数本のテレビドラマに出演。
- 2008年以降は暫く芸能界と距離を置いていたが、成人後の2016年頃より拠点を東京へと移し、ピーナッツプロモーションに所属して芸能活動を再開。
- 2021年現在では同事務所の公式サイトからプロフィールが削除されており、恐らく移籍もしくは引退したものとみられる。

## 人物
- 所属事務所は、名古屋芸能学院[2]→ピーナッツプロモーション[3](アデッソ系列)。
- 血液型はO型、身長155cm。[1]
- 趣味は映画鑑賞・運動、特技は絵を描くこと。[1]

## 出演作品
テレビドラマ
- ドラマ愛の詩『天使みたい』（NHK名古屋, 2003年7月5日 - 9月20日）- 里奈 役[2]
- 新キッズ・ウォー2（CBC, 2006年5月29日 - 7月28日）- 大島 由香里 役[1]
- こどもの事情（CBC, 2007年7月2日 - 8月31日）- 長谷川 碧 役[1]
- ラブラブエイリアン（CX,2016年7月14日 - 9月29日）[1]
- ひよっこ（NHK総合, 2017年4月3日 - 9月30日）[1]

その他テレビ番組
- 指原莉乃&ブラマヨの恋するサイテー男総選挙（Abema TV）
- しくじり先生 俺みたいになるな!!（EX)
- MUSIC DAY（NTV)

映画
- ピーチガール（監督:神徳幸治,2017年5月20日公開）

テレビCM
- NTT東日本～とことんサポート篇～（2016年）
- しまむら「ひんやり寝具＆インテリア祭」（2017年）

ウェブCM
- 紀文「おせち～スイーツおせち～篇」（2016年）
- ライオン「バファリン～脱・ガマン宣言！～」（2018年）

VP
- トヨタ｢HELP NETケータイ｣ PR用 - 長女の友人 役

舞台
- 守山警察主催｢誘惑に負けるな!!私達の青春｣（守山市民ホール, 2006年1月）